# Julia Alboredo
Julia Alboredo (São Paulo, 12 de janeiro de 1997) é uma enxadrista brasileira, campeã nacional feminina da modalidade em 2021 e detentora dos títulos de Mestre Fide (FM) e Mestre Internacional Feminina (WIM).

## Carreira de xadrez
Julia conquistou o seu primeiro Brasileiro Escolar em 2007. Em 2012 sagrou-se bicampeã brasileira escolar. Foi bicampeã Brasileira sub-20 (2015 e 2017) e em 2017 se tornou Campeã Brasileira Universitária.
Representou o Brasil em quatro Campeonatos Sul-Americanos (2012 duas vezes, 2013, 2014), onde nas duas últimas edições trouxe a prata para o Brasil. Na edição de 2014, conquistou o título de WFM (Woman FIDE Master). Foi escolhida como diretora do Xadrez Feminino da Federação Paulista de Xadrez, e lidera o projeto "Damas em Ação – Rumo a Maestria", que buscar incentivar e aumentar a participação de mulheres no xadrez.
Representou o Brasil em dois mundiais (2011, 2013) que ocorreram respectivamente no Brasil e Emirados Árabes. Representou o Brasil na Olimpíada de xadrez de 2016, em Baku, Azerbaijão; na Olimpíada de xadrez de 2018 em Batumi, Geórgia; e na Olimpíada Online de Xadrez de 2020.
Em 2021, Julia foi a primeira brasileira a participar da Copa do Mundo de Xadrez Feminino, na qual foi derrotada na primeira rodada pela polonesa Jolanta Zawadzka por 1.5 a 0.5; e conquistou o título do Campeonato Brasileiro Feminino de Xadrez de 2020, disputado em 2021 devido à pandemia de COVID-19.
Em janeiro de 2022, ela conquistou o título de Mestre Internacional Feminina (WIM), obtendo a última norma necessária no torneio de Roquetas de Mar, Espanha.